# Aleksandrs (Vītols)
Aleksandrs (světským jménem: Ādams Vītols; 5. června 1879 – 30. července 1942, Riga) byl lotyšský duchovní Ruské pravoslavné církve, biskup madonský a vikář rižské eparchie.

## Život
Narodil se 5. června 1879 v Livonské gubernii.
Roku 1892 dokončil Rižské duchovní učiliště a roku 1898 Rižský duchovní seminář.
Stal se psalomščikem Ubbenormské farnosti, kde byl také učitelem na základní škole.
Dne 13. ledna 1901 se stal psalomščikem v obci Mārciena.
Oženil se a měl dvě děti.
Dne 21. října 1906 byl rukopoložen na jereje a ustanoven do služby v obci Vestiena. Dne 11. prosince 1909 přešel do obce Stāmeriena. Od roku 1913 byl představeným chrámu svatého Alexandra Něvského v Stāmerieně.
Roku 1918 ovdověl.
Od roku 1922 působil v chrámu Pokrova přesvaté Bohorodice ve Viļace.
Dne 16. července 1938 byl v chrámu svatých Borise a Gleba v Daugavpils jmenován biskupem jersikským a vikářem rižské eparchie Konstantinopolského patriarchátu. O den později proběhla jeho biskupská chirotonie. Světiteli byli metropolita rižský Augustīns (Pētersons), metropolita revelský Aleksander (Paulus), metropolita finský Herman (Aav), arcibiskup pečerský Nikolai (Leisman) a biskup jelgavský Jakovs (Karps).
Roku 1940 po připojení Lotyšska k Sovětskému svazu byla Lotyšská pravoslavná církev připojena k Ruské pravoslavné církvi.
Dne 27. října 1940 se stal biskupem madonským a vikářem rižské eparchie.
Zemřel 30. července 1942 v Rize.